# Lycoderides
Lycoderides ist eine Gattung der Buckelzirpen aus der Unterfamilie der Stegaspidinae. 

## Merkmale
Die Lycoderides-Zirpen sind ca. 5 bis 10 mm lang und haben ein sehr unterschiedlich gestaltetes Pronotum, meist mit einer nach vorne gerichteten, flachen Spitze, manchmal blattförmig, oft mit einem nach hinten gerichteten Auswuchs, der auch wellenförmig gebogen sein kann. Bei manchen Arten ist das Pronotum breit mit seitlichen Spitzen. Oft liegt ein starker Sexualdimorphismus vor, der die Artbestimmung zusätzlich erschwert. Die Farbe ist meist braun. Der Kopf ist mit feinen Haaren besetzt, das Pronotum ist skulptiert und punktiert.
Lycoderides brulei hat eine Linie am Pronotum, an der dieses leicht abbrechen kann, dies wird als Sollbruchstelle zur Autotomie gedeutet.

## Verbreitung
Die Arten von Lycoderides sind aus folgenden Ländern bekannt: Brasilien, Ecuador, Kolumbien, Peru, Guatemala, Venezuela, Franz. Guyana, Rep. Guyana, Surinam,  Panama, Mexiko, Honduras,  Costa Rica und Ecuador.

## Biologie
Über die Biologie ist nur wenig bekannt, die Larven der meisten Arten sind noch nicht beschrieben, teilweise wurden sie jedoch in Gruppen und gemeinsam mit Ameisen beobachtet. Die erwachsenen Zirpen kommen einzeln vor und saugen Pflanzensaft auf Pflanzen der Familie Melastomaceae.

## Systematik
Derzeit sind aus dieser Gattung 23 Arten aus der Neotropis bekannt.  Die Gattung Lycoderes wurde 1972 in die zwei Untergattungen Lycoderes und Lycoderides gegliedert, die inzwischen beide als eigenständige, nah verwandte Gattungen gelten. Sie unterscheiden sich vor allem in der Aderung der Vorderflügel.
- Lycoderides amazonicus (Sakakibara, 1991)
- Lycoderides brevilobus (Sakakibara, 1972)
- Lycoderides burmeisteri (Fairmaire, 1846)
- Lycoderides cultratus (Sakakibara, 1991)
- Lycoderides fernandezi (Strümpel, 1988)
- Lycoderides fuscus (Amyot & Serville, 1843)
- Lycoderides gradatus (Sakakibara, 1972)
- Lycoderides hippocampus (Fabricius, 1803)
- Lycoderides luteus (Funkhouser, 1940)
- Lycoderides marginalis (Walker, 1851)
- Lycoderides nathanieli (Cryan, 1999)
- Lycoderides obtusus (Sakakibara, 1991)
- Lycoderides pennyi (Sakakibara, 1991)
- Lycoderides phasianus (Fowler, 1896)
- Lycoderides protensus (Sakakibara, 1991)
- Lycoderides serraticornis (Fowler, 1896)
- Lycoderides strumpeli (Sakakibara, 1991)
- Lycoderides abditus Sakakibara, 2013
- Lycoderides brulei Sakakibara, 2013
- Lycoderides capixaba Sakakibara, 2013
- Lycoderides cavichiolii Sakakibara, 2013
- Lycoderides meloi Sakakibara, 2013
- Lycoderides oliviae Sakakibara, 2013